# Julia Addington

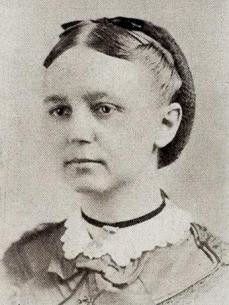
Julia Addington

Julia C. Addington (13. Juni 1829 im Bundesstaat New York – 21. September 1875 in Stacyville) war eine US-amerikanische Mandatsträgerin in Iowa. Sie war die erste Frau, die in Iowa in ein öffentliches Amt gewählt wurde.

## Leben
Addington war die Tochter von William. H. Addington Sr. und Alvira Potter. Sie wurde im Staat New York geboren. Sie kam 1863 mit ihrer Familie aus Wisconsin nach Iowa und unterrichtete in Cedar Falls, Waterloo, Des Moines und am Cedar Valley Seminary in Osage. Addington wurde 1869 zum Superintendent of Schools für Mitchell County gewählt. Sie war kurz vor der Wahl stellvertretende Schulleiterin gewesen, um die Amtszeit des vorherigen Inhabers dieser Position zu beenden. Addington wurde als Teil der „Bolter“-Fraktion der Republikanischen Partei gewählt, die Mitchell als Bezirkssitz favorisierte. Sie erhielt genau die gleiche Anzahl von Stimmen wie der republikanische Kandidat Milton N. Browne und die Wahl wurde durch das Werfen einer Münze entschieden. Da sie eine Frau war, wurde ihre Wahl nicht allgemein akzeptiert, obwohl der Generalstaatsanwalt von Iowa, Henry O’Connor, entschied, dass ihre Wahl legal war, da es keine explizite Anforderung im Gesetz gab, dass ein Kandidat männlich sein musste. Während ihrer Amtszeit wurden 17 neue Schulen gebaut. 1871 zog sie sich aus gesundheitlichen Gründen zurück. Addington starb zu Hause in Stacyville im Alter von 46 Jahren.